# Epirrhoe obscura
Epirrhoe obscura är en fjärilsart som beskrevs av Barend J. Lempke 1950. Epirrhoe obscura ingår i släktet Epirrhoe och familjen mätare. Inga underarter finns listade i Catalogue of Life.